# Tismana, Mehedinți
Tismana este un sat în comuna Devesel din județul Mehedinți, Oltenia, România.
Hogia Gheorghe